# Фергюс II
Фергюс II (Фергус II, Фергюс мак Эхдах; гэльск. Fergus mac Echdach; умер в 781) — король гэльского королевства Дал Риада, правил с 778 по 781 год.

## Биография
Фергюс II был сыном умершего в 733 году короля Дал Риады Эохайда III из клана Кенел Габран. В 778 году он сам взошёл на престол этого королевства, наследовав своему брату Эду.
О правлении Фергюса II почти ничего неизвестно. Согласно «Анналам Ульстера», Фергюс умер в 781 году. Новым королём Дал Риады стал некий Доннкорки.
Некоторые историки предполагают, что сыновьями Фергюса II были братья Константин и Энгус II, объединившие в своих руках правление Дал Риадой и Королевством пиктов. Однако теория о существовании подобных родственных связей, не получили всеобщего признания.